# 同盟军章
同盟军章 (阿拉伯语：‎），音译艾哈萨布，是古兰经的第33章，共计73节。该苏拉的名字来源于提到在堑壕之战中与穆斯林作战的同盟军。

## 摘要
- 1-3 先知服从安拉而不是不信道者
- 4-5 收养的儿子不被穆斯林视为真正的儿子
- 6 先知的妻子们为信士之母
- 7-8 众先知与安拉的盟约
- 9-11 安拉在堑壕之战对穆斯林的恩典
- 12-15 不满的麦地那人民斥责
- 16-17 没有人能逃避安拉的怒火
- 18-20 麦地那伪信者的背叛暴露无遗
- 21 穆罕默德作为信士的榜样
- 22-24 在堑壕之战中的信士们的耐心的忍耐
- 25 堑壕之战的胜利归功于安拉的恩典
- 26-27 对盖努加后裔屠杀的参考
- 28-29 先知的妻子们被斥责
- 30-31 先知的妻子们，如果失禁，将受到双倍的惩罚，但如果信道和忠诚，将受到双倍的奖励
- 32-34 她们被劝告谦虚和虔诚
- 35 应许给信道男女的祝福
- 36-40 关于宰纳布丑闻的启示
- 41-43 真信士的祝福
- 44-47 穆罕默德作为见证者，报喜者
- 48 修改离婚法，穆罕默德不服从不信道者和伪信者
- 49-52 穆罕默德对妇女的特权
- 53-55 信士们在先知家应遵守的行为
- 56 安拉和天使们祝福穆罕默德，应该受到信士们的尊重
- 57-58 诽谤穆罕默德或穆斯林的诅咒
- 59 尊重穆斯林妇女戴面纱的命令
- 60-62 麦地那伪信者被威胁惩罚
- 63 没有人知道复活时
- 64-68 不信道者的可怕命运
- 69-71 信士们被劝告要尊重他们的先知
- 72-73 信士的责任

## 外部连结
1. ↑  Haleem 2004，第266–271頁.
2. ↑  Donner, Fred. . : 81.